# Alburnus sellal
Alburnus sellal es una especie de pez de agua dulce la familia Cyprinidae.

## Reproducción
Es ovíparo.

## Distribución geográfica
Se encuentra en los ríos Éufrates y Tigris.